# Tyrrell 022
El Tyrrell 022 fue el coche con el que el equipo Tyrrell compitió en la temporada 1994 de Fórmula 1. El coche estaba propulsado por el motor Yamaha OX10B V10 de 3,5 litros y lo conducían el japonés Ukyo Katayama, en su segunda temporada con el equipo, y el británico Mark Blundell, procedente de Ligier.
El 022 fue el coche con el que Tyrrell consiguió su último podio, cortesía de Blundell en el Gran Premio de España.
Fue reemplazado por el 023 en 1995.

## Resultados
(Clave) (negrita indica pole position) (cursiva indica vuelta rápida)

| Año     | Motor      | Neu. | N.º | Pilotos       | 1   | 2   | 3   | 4   | 5   | 6   | 7   | 8   | 9   | 10  | 11  | 12  | 13  | 14  | 15  | 16  | Puntos | Pos. |
| ------- | ---------- | ---- | --- | ------------- | --- | --- | --- | --- | --- | --- | --- | --- | --- | --- | --- | --- | --- | --- | --- | --- | ------ | ---- |
| 1994    | Yamaha V10 | G    |     |               | BRA | PAC | SMR | MON | ESP | CAN | FRA | GBR | GER | HUN | BEL | ITA | POR | EUR | JPN | AUS | 13     | 7.º  |
| 1994    | Yamaha V10 | G    | 3   | Ukyō Katayama | 5   | Ret | 5   | Ret | Ret | Ret | Ret | 6   | Ret | Ret | Ret | Ret | Ret | 7   | Ret | Ret | 13     | 7.º  |
| 1994    | Yamaha V10 | G    | 4   | Mark Blundell | Ret | Ret | 9   | Ret | 3   | 10  | 10  | Ret | Ret | 5   | 5   | Ret | Ret | 13  | Ret | Ret | 13     | 7.º  |
| Fuente: |            |      |     |               |     |     |     |     |     |     |     |     |     |     |     |     |     |     |     |     |        |      |